# 圣皮埃尔-莱弗朗克维尔
圣皮埃尔-莱弗朗克维尔（法語：Saint-Pierre-lès-Franqueville）是法国皮卡第大区埃纳省的一个市镇，属于韦尔万区桑里绍蒙县。该市镇2009年时的人口为53人。

## 人口
圣皮埃尔-莱弗朗克维尔人口变化图示
| 数据来源：INSEE |